# Pfarre Schärding
Die Pfarre Schärding ist eine Pfarre der römisch-katholischen Diözese Linz.

## Geschichte
Die Pfarre Schärding wurde mit 1. Jänner 2023 im Zuge der von Bischof Manfred Scheuer umgesetzten Strukturreform der Diözese Linz neu gegründet und löst das zum 31. Dezember 2022 aufgehobene Dekanat Schärding als kirchliche Verwaltungseinheit ab. Die neue Pfarre hat ihren Verwaltungssitz in Schärding und umfasst 12 Pfarrteilgemeinden. Die Seelsorger in den Pfarrteilgemeinden sind dem hauptverantwortlichen Pfarrer der Pfarre Schärding als Kooperatoren zugeordnet.

## Pfarrteilgemeinden mit Kirchengebäuden und Kapellen
| Pfarrteilgemeinde               | Patrozinium       | Kirchengebäude und Kapellen                                                       | Bild                                        |
| ------------------------------- | ----------------- | --------------------------------------------------------------------------------- | ------------------------------------------- |
| Brunnenthal                     | Mariä Heimsuchung | Pfarrkirche Brunnenthal                                                           | Pfarrkirche Brunnenthal                     |
| Esternberg                      | Hl. Bartholomäus  | Pfarrkirche Esternberg Filialkirche Pyrawang                                      | Pfarrkirche Esternberg                      |
| Freinberg                       | Hl. Willibald     | Pfarrkirche Freinberg                                                             | Pfarrkirche Freinberg                       |
| Münzkirchen                     | Mariä Himmelfahrt | Pfarrkirche Münzkirchen Filialkirche St. Sebastian                                | Pfarrkirche Münzkirchen                     |
| Schardenberg                    | Hl. Laurentius    | Pfarrkirche Schardenberg Fatima-Wallfahrtskapelle Fronwald                        | Pfarrkirche Schardenberg                    |
| Schärding-Stadt                 | Hl. Georg         | Stadtpfarrkirche Schärding Kirche im Kurhaus der Barmherzigen Brüder              | Stadtpfarrkirche Schärding                  |
| St. Florian am Inn              | Hl. Florian       | Pfarrkirche St. Florian am Inn Filialkirche Teufenbach                            | Pfarrkirche St. Florian am Inn              |
| St. Marienkirchen bei Schärding | Mariä Himmelfahrt | Pfarrkirche St. Marienkirchen bei Schärding                                       | Pfarrkirche St. Marienkirchen bei Schärding |
| St. Roman                       | Hl. Roman         | Pfarrkirche St. Roman                                                             | Pfarrkirche St. Roman                       |
| Suben                           | Hl. Lambert       | Pfarrkirche Suben                                                                 | Pfarrkirche Suben                           |
| Vichtenstein                    | Hl. Hippolyt      | Pfarrkirche Vichtenstein Filialkirche Kasten Schlosskapelle der Burg Vichtenstein | Pfarrkirche Vichtenstein                    |
| Wernstein am Inn                | Hl. Georg         | Pfarrkirche Wernstein am Inn                                                      | Pfarrkirche Wernstein am Inn                |

## Leitung
Pfarrer
- seit 2023 Eduard Bachleitner (1999–2022 Pfarrer der Stadtpfarre Schärding und 2005–2022  Dechant des Dekanats Schärding)

Pastoralvorstände
- seit 2023 Martin Brait

Verwaltungsvorstände
- seit 2023 Florian Pfeiffer[3]